# Delay-locked loop
Pour les articles homonymes, voir DLL.

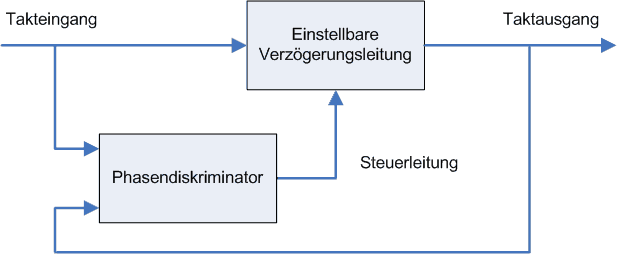
Schéma allemand d'un DLL

Une Delay-locked loop (DLL) est un dispositif électronique permettant de changer la phase d'un signal d'horloge. Son fonctionnement est similaire à celui d'une Phase-Locked Loop, la différence principale étant l'absence de VCO dans la DLL.
Une DLL est composée de nombreux buffers par lesquels passe le signal d'horloge dont on veut changer la phase.
Une DLL permet par exemple d'extraire un signal d'horloge intégré dans un flot de données lors d'une communication série, comme pour le PCI Express. Elle est alors intégrée dans une SerDes (en).